# حريق مستشفى ابن الخطيب
حريق مستشفى ابن الخطيب هو حادث وقع في يوم السبت 24 أبريل/نيسان 2021 في مستشفى ابن الخطيب في العاصمة العراقية بغداد عند انفجار إحدى اسطوانات غاز الأكسجين في المستشفى المُخصص لعزل مرضى وباء فيروس كورونا، مما أدى لوفاة 82 شخصًا، وإصابة 110 أشخاص بحروق.
يقع مستشفى ابن الخطيب عند منطقة التقاء نهر ديالى بنهر دجلة، وهذه المنطقة زراعية مفتوحة. كان المستشفى في الأصل يستقبل حالات الإصابة بالأمراض الانتقالية والمتوطنة مثل الحصبة والجدري والتيفوئيد والكوليرا والأنفلونزا الوبائية والتهاب الكبد الفيروسي وحمى مالطا وحمى غير مشخصة. أنشئ المستشفى عام 1962 وكان جناحًا تابعًا للقوات المسلحة خاصًا بالأمراض الانتقالية ثم انتقلت عائديته إلى وزارة الصحة.

## خلفية
شكلت جائحة فيروس كورونا عبئًا كبيرًا على العراق. حيث سجلت وزارة الصحة العراقية أكثر من مليون حالة في البلاد، وكان مستشفى ابن الخطيب هو واحد من ثلاثة مستشفيات في بغداد خصصتها وزارة الصحة في بداية الجائحة لعلاج مرضى فيروس كورونا. وزوّد المرضى في العناية المركزة في المستشفى بأقنعة لغاز الأكسجين مزودة بخزانات أكسجين خصصت لهم.

## الحادثة

تصوير لإطفاء حريق المستشفى

وقع الحريق مساء يوم السبت 24 أبريل/نيسان 2021 م، الموافق 11 رمضان 1442 هـ، في مستشفى ابن الخطيب جنوبي العاصمة العراقية بغداد، وهو مشفى مخصص لاستقبال الحالات الحرجة من المصابين بفيروس كورونا، حيث انفجرت اسطوانة غاز الأكسجين مما أدى لاندلاع الحريق في الطابق المخصص للإنعاش الرئوي في المشفى.

## التحقيقات
تُشير التحقيقات الأوليّة بحسب ما صرحه مصدر طبي لوكالة فرانس 24 أن سبب الحريق هو عدم الالتزام بشروط السلامة المتعلّقة بتخزين اسطوانات الأوكسجين المُخصّصة لعلاج مرضى كورونا. وعند منتصف ليل يوم الأحد أعلن الدفاع المدني العراقي سيطرته على الحريق الذي «بدأ بانفجار اسطوانة أوكسجين حسب شهود العيان»، وأشار الدفاع المدني إلى أنّ «المستشفى يخلو من منظومة» استشعار الحرائق وإطفائها، و«الأسقف الثانوية عجّلت من انتشار النيران بسبب احتوائها على مواد فلّينية سريعة الاشتعال».

## الاستجابة
توجه الدفاع المدني إلى مكان الحريق وأعلن عن إنقاذ 90 شخصًا من أصل 120 بين مرضى وأقارب لهم كانوا في مكان وقوع الكارثة، كما أكد تسجيل وفيات وإصابات دون تحديد الحصيلة.
وعقد رئيس الوزراء العراقي مصطفى الكاظمي اجتماعًا طارئًا مع وزارة الداخلية والصحة ومستشار الأمن القومي، ووجه بإجراء تحقيق عاجل مع عدد من المسؤولين الصحيين في بغداد، على خلفية الحريق واعتبر الحادثة «نكسة تمس الأمن القومي»، وجاء في بيان وزارة الصحة العراقية أن «الكاظمي قرر سحب يد كل من مدير عام دائرة صحة بغداد الرصافة، ومدير مستشفى ابن الخطيب، والمعاون الاداري والفني للمستشفى، ومدير قسم الهندسة والصيانة، لإجراء تحقيق عاجل لإعلان نتائجه أمام الجمهور»، ودعا الكاظمي إلى «تشكيل فريق فنّي من كلّ الوزارات المعنية لضمان تدقيق إجراءات السلامة بجميع المستشفيات والفنادق والأماكن العامة خلال أسبوع واحد وفي كل أنحاء العراق»، وشدد على أنّه أصدر «توجيهاً واضحاً: كلّ مدير عليه أن ينزل بنفسه ويدقّق إجراءات السلامة».
وفي وقت لاحق قرر الكاظمي وقف عمل وزير الصحة ومحافظ بغداد وإحالتهما للتحقيق.
ووجه الكاظمي بمنح عائلات الضحايا «كل حقوق الشهدا» وبتوجيه إمكانات الدولة لمعالجة جرحى الحريق بما في ذلك العلاج خارج العراق.

## ردود الأفعال
- العراق: أعلن العراق الحداد الرسمي في البلاد لمدة ثلاثة أيام على ضحايا الحريق،[8][13] وطالبت مفوضية حقوق الإنسان العراقية الحكومة «بموقف مسؤول» بعد حريق المستشفى، ودعت الكاظمي لإقالة وزير الصحة ووكلائه وإحالتهم للتحقيق،[2] وعلى إثر الحادثة انطلقت احتجاجات غاضبة في العاصمة العراقية بغداد مطالبة بإقالة وزير الصحة حسن التميمي.[14]
- مصر: أعربت مصر عن «خالص تعازيها وصادق مواساتها لحكومة جمهورية العراق وشعبها الشقيق في ضحايا الحريق المُروع».[15]
- السعودية: أعربت وزارة الخارجية السعودية، عن بالغ الأسى لحادث حريق مستشفى ابن الخطيب، وما نتج عنه من وفيات وإصابات، وعبرت السعودية عن «خالص التعازي والمواساة لأسر الضحايا، ولجمهورية العراق الشقيقة قيادةً وحكومةً وشعبًا، مع التمنيات للمصابين بالشفاء العاجل».[16]
- الإمارات العربية المتحدة: أعربت وزارة الخارجية الإماراتية في بيان لها عن تعازيها للعراق شعبا وحكومة، وجاء فيه: «تتقدم دولة الإمارات قيادة وحكومة وشعباً بصادق التعازي لذوي الضحايا الأبرياء، داعية الله أن يتغمّدهم بواسع رحمته وأن يَمُنَّ بالشفاء العاجل على المصابين».[17]
- الكويت: بعث أمير الكويت نواف الأحمد الجابر الصباح وولي عهده مشعل الأحمد الجابر الصباح ببرقيتي تعزية إلى برهم صالح رئيس جمهورية العراق وإلى مصطفى الكاظمي رئيس مجلس الوزراء في جمهورية العراق.[18]
- قطر: بعث الشيخ تميم بن حمد آل ثاني أمير قطر ببرقية تعزية إلى الرئيس العراقي برهم صالح ورئيس الوزراء مصطفى الكاظمي، في ضحايا حريق مستشفى ابن الخطيب جنوبي العاصمة بغداد، متمنيا للمصابين الشفاء العاجل.[19]
- الأردن: أعربت وزارة الخارجية وشؤون المغتربين عن «أحر التعازي وأصدق المواساة لحكومة وشعب العراق بضحايا حريق مستشفى ابن الخطيب في العاصمة العراقية بغداد، الذي أسفر عن وفاة وإصابة العشرات».[20]
- تركيا: قالت وزارة الخارجية التركية في بيان لها: «تلقينا ببالغ الحزن والأسى نبأ استشهاد ما لا يقل عن 80 مريضا وأقاربهم إثر الانفجار وما تلاه من اندلاع الحريق في مستشفى ابن الخطيب في بغداد عاصمة العراق».[21]
- كوريا الجنوبية: قدمت كوريا الجنوبية تعازيها للعراق بالحادثة، وذكرت السفارة الكورية في بيان، أنها «تلقت ببالغ الحزن والاسى نبأ وفاة واصابة عدد من المواطنين العراقيين في حادثة الحريق الذي اندلع في مستشفى ابن الخطيب في بغداد »، وأضافت: «تتقدم سفارة جمهورية كوريا بالتعازي القلبية للعوائل الثكلى الذين فقدوا احبائهم في هذه الحادثة المأساوية وتمنياتها بالشفاء العاجل للجرحى».[22]
- باكستان: أعربت باكستان عن بالغ الأسى لحادث الحريق الذي اندلع في مستشفى ابن الخطيب بمدينة بغداد، وما نتج عنه من وفيات وإصابات، وقال متحدث وزارة الخارجية الباكستانية زاهد حفيظ شودري في بيان «إن باكستان تقف مع حكومة وشعب العراق، وتقدم خالص التعازي والمواساة لأسر الضحايا، وتتمنى الشفاء العاجل للمصابين».[23]

## طالع أيضًا
- حريق مستشفى الحسين (الناصرية)
- حريق مستشفى الحسين (السماوة)
- حريق مستشفى النسائية والأطفال (الديوانية)